# مايكروسوفت لوميا 532
مايكروسوفت لوميا 532 (بالإنجليزية: Microsoft Lumia 532)‏ هو هاتف ذكي من إنتاج شركة مايكروسوفت موبايل للهواتف الذكية يعمل بنظام ويندوز فون 8.1، أعلن عنه في شهر يناير 2015 إلى جانب أخيه الأصغر مايكروسوفت لوميا 435. ويأتي الهاتف بحجم 4" (بوصة) و بكاميرا خلفية 5 ميغابيكسل وأمامية بدقة 480 بيكسل وبذاكرة داخلية 4 غب وذاكرة عشوائية 1 غب ويعتبر ثالث هاتف لوميا تنتجه شركة مايكروسوفت بعدما أستبدلت العلامة التجارية نوكيا بعلامتها التجارية مايكروسوفت موبايل ويمكن أن يتلقى تحديث ويندوز 10 قريبا ويأتي الهاتف بسعر رخيص نوعا ما وهو 90 دولار أمريكي.

## الخصائص
- نظام التشغيل: ويندوز فون
- الشاشة: إل سي دي 480×800

## وصلات خارجية
- Microsoft Lumia 532